# Fotonisch kristal

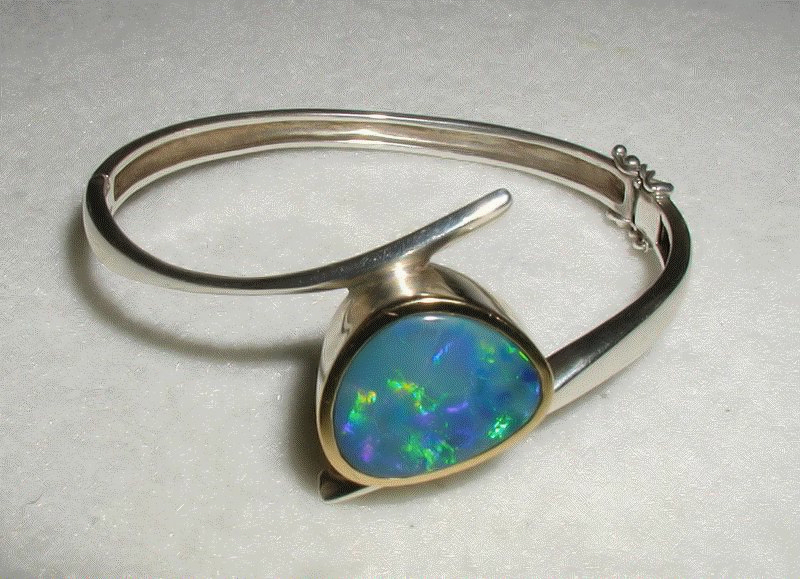
De opaal in deze armband is een voorbeeld van een fotonisch kristal

Een fotonisch kristal is de naam van een kristallijne vaste stof met periodieke diëlektrische constante die een band gap vertoont voor zekere lichtfrequenties. 
Zoals bij een halfgeleider de periodiciteit van de kristalstructuur aanleiding geeft tot toegelaten en verboden energiebanden voor elektronen, geeft de periodiciteit van de diëlektrische constante in fotonische kristallen aanleiding tot toegelaten en verboden zones voor fotonen of lichtdeeltjes. 
Fotonische kristallen kunnen worden gebruikt om optische golfgeleiders te vervaardigen of om licht op te sluiten op een nauwkeurig bekende plaats.